# An-Nábiga adz-Dzubjáni
An-Nábiga adz-Dzubjáni, eredeti nevén Zijád ibn Muávija (arab betűkkel زياد بن معاوية النابغة الذبياني – Ziyād ibn Muʿāwiya an-Nābiġa aḏ-Ḏubyānī; meghalt 604-ben) a dzsáhilijja korának jelentős arab költője volt. Ragadványneve, a „nábiga” arra utal, hogy nem természet adta tehetség, hanem képzett költő volt, verseit komoly munkával csiszolgatta.
A pogány kor legjelentősebb udvari költőjének tartják. A hagyomány szerint keresztény volt. Ibn Kutajba híradása szerint III. Mundzir és IV. Mundzir lahmida uralkodók idejében, azaz 580 előtt Nábiga Hírában tartózkodott. Ezt követően Abu Kábúsz, uralkodói nevén III. Numán (580–602) udvari költője és ivócimborája lett. Egy alkalommal azonban a feljegyzések szerint a király al-Mutadzsarrida („az Elkülönített”) nevű feleségéről olyan érzéki költeményt írt, hogy féltékenységében a király száműzte Mezopotámiából. A vers fennmaradt, s bár stílusa rokonítható Nábigáéval, a filológusok feltételezik – és ebben Nábiga beszámolója is támogatja őket –, hogy ellenlábasai hangolták III. Numánt Nábiga ellen ezzel a hamisított szatirikus költeménnyel.
Nábiga Szíria földjén, a rivális gasszánida uralkodónál, Amr ibn Hárisznál keresett menedéket, és egy ideig őt dicsőítette. Végül aztán bocsánatkérő költeményekkel megenyhítette Numánt, és 600 körül visszatérhetett Hírába. Rövid ideig IV. Numán udvari költője is volt, s az ő halálára írta meg egyetlen fennmaradt siratóversét.
Harmincegy verse, illetve töredéke maradt fenn, túlnyomó részük az uralkodó dicsőségét zengő madh, azonban némely verseiben törzse, a Banu Dzubján ügyeivel is foglalkozik. Hangneme emelkedett, amivel kivívta az utókor tiszteletét: egyes hagyományok a legjobb verseket tömörítő Muallakáthoz sorolják kaszídáját.